# ふたば☆ちゃんねる
ふたば☆ちゃんねる（ふたばちゃんねる）は、日本国内に存在するインターネット上の電子掲示板群、特に画像掲示板を中心とする。「双葉ちゃん♪」、「2chan」とも表記される。略称はふたば、双葉など。匿名制だったが2013年に一部ID制が導入された。非公式姉妹サイトに英語圏最大の匿名掲示板群「4chan」（よつばちゃんねる）がある。
電子画像掲示板としてはその活動が活発なものの一つであり、ネット上に様々な流行語や新作画像、コラージュ画像などのネタを供給している。後述のとおり設立から2桁の年数が経過しているが、トップページにおいては「生まれたばかりの掲示板」であると謳っている。

## 概要

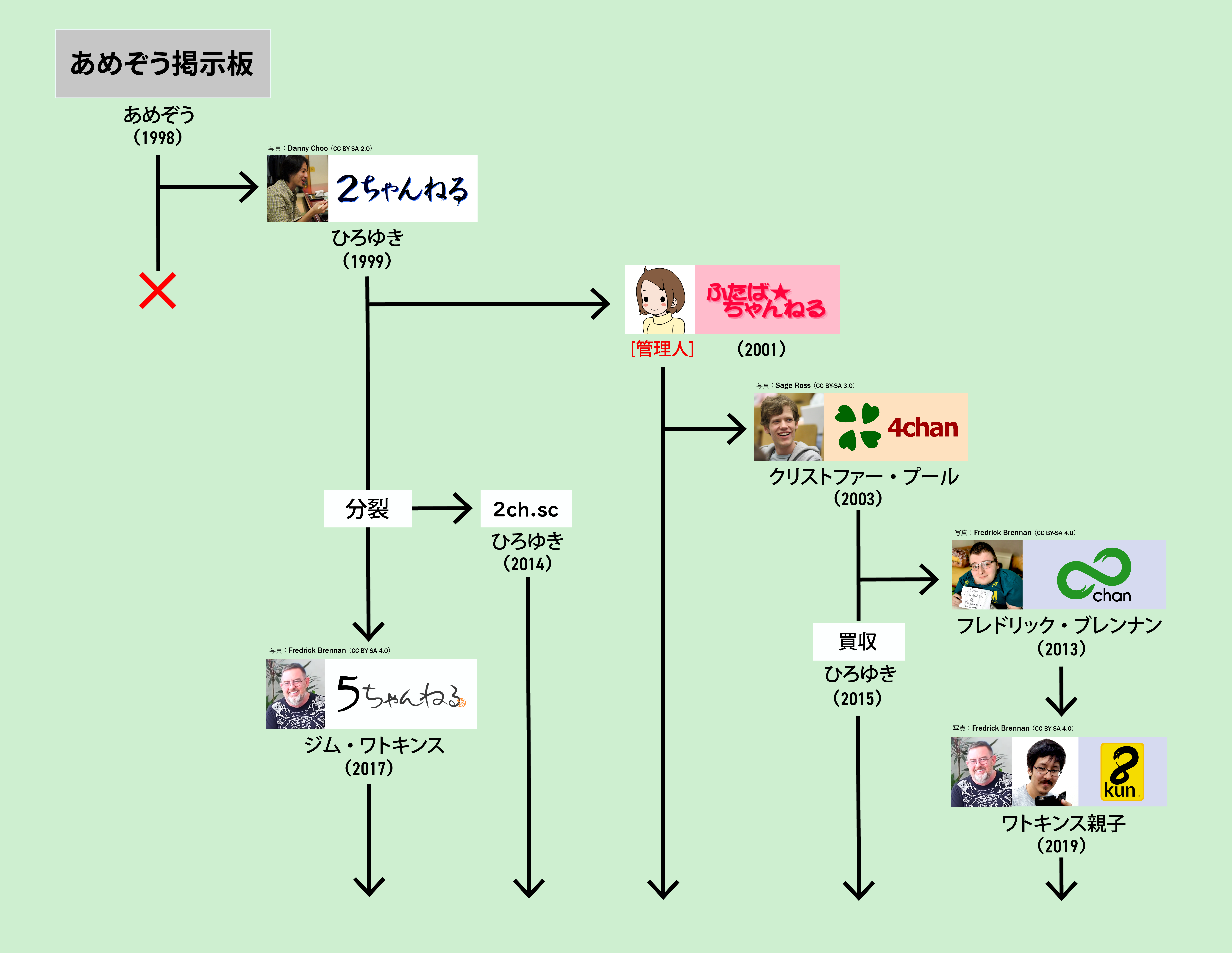
日本で発祥したスレッドフロート型匿名掲示板の系譜。ふたばのフォーマットは4chanや8chan他すべてのchanサイトの原型となった。

- ふたば☆ちゃんねるは電子掲示板・WebBBSの一群であり、分類上は各種カテゴリー別に分類・分割された掲示板を持つ「総合BBS」「メガBBS」などとして位置付けられるが、特に二次裏に代表される画像掲示板を中心とする[1]。

- 掲示板の構造としては、後述するアップローダー以外の全掲示板においてスレッドフロート型掲示板の体裁を取っている。一般的なテキスト主体のBBSの他にも画像が投稿可能な「画像掲示板」、画像やテキスト以外のファイルを投稿する「アップローダー」、ブラウザ上で直接絵を描いて投稿できる「お絵かき板」などの各種掲示板群から構成されており、特にカテゴリ別に設けられた画像投稿掲示板上における活動が最も活発である。

- ふたば☆ちゃんねるの画像掲示板スクリプトには、1998特報倶楽部CGIダウンロードセンターが開発したレス付き画像掲示板ソフトウェア「imgboard」のスクリプトを改変したものが用いられている。これはオープンソースソフトウェアとして公開されていることから、現在はふたば以外の画像掲示板でも広く使用されている[6]。

- かつて、ふたば☆ちゃんねるのドメイン所有者はマリオネットコーポレーションであった。(2019年12月時点でmarionette.jpドメインは他者の手に渡っている)

- ふたば☆ちゃんねるは2ちゃんねるの分派で、転送量の限界に直面していた2ちゃんねるの閉鎖騒動（8月危機）における待避所として設立された[7]。その後、ふたば☆ちゃんねるのソースコードをもとにして4chanが2003年10月、非公式姉妹サイトとして設立された[8][5]。

## ふたば☆ちゃんねるの特徴

### 二次裏
正式名称は「二次元裏@ふたば」掲示板（通称"二次裏" / "虹裏"）。ふたば☆ちゃんねる内に存在する画像掲示板の一つであり、その活動の活発さと実績からふたば☆ちゃんねるの名を世に知らしめる、名実ともにふたば☆ちゃんねるを代表する掲示板である。しばしば、（BBSの）「ふたば」と言えば二次裏を示す文脈として用いられていることも見受けられる。当該掲示板の成立以降、この掲示板からはその活発な活動を受けて多数の文化や流行語等が生まれ、現在ではふたば☆ちゃんねるを象徴する掲示板となっている。
二次裏の成立については、本来絵画などといった二次元の画像を貼る目的で設置されていた「二次元画像掲示板@ふたば」掲示板（"二次表"）が目的外使用者等の大量流入によって荒らされてしまったことにより、2002年3月頃に隔離板として設置。対症療法的に彼らを移民させ、緩衝地帯として誕生させた事がその始まりである。
かつては板1つだけであったが、増設や統合を経て現在は、img・dat・may・jun・decの5板が二次元裏@ふたばの名を付けられている（かつてはcgi板・携帯二次元裏板も存在していた）。板名に二次元裏の名を冠さないものの、二次元ID・二次元ネタ・てすとjun・decてすとなども二次裏のカテゴリで語られることが多い。may・nov・jun・decサーバの名前は開設した月の英語名にちなんでいると言われる。住人数はmayが最も多く、次にimg、以降それ以外が続く。
同じ「二次元裏」という名称を持ちながらも、成立時期、システムや管理体制、利用者数の違いなどの為、それぞれのサーバでは文化的な違いが見られるようになっている。貼られる画像や傾向の違いに加え、中には独自のマスコットキャラクターやオリジナルキャラクターを所持しているサーバも存在する。また、mayサーバは様々な機能のテストに使われることが多く、一部の住人からは「実験場」と呼ばれている。
掲示板として最も際立った特徴は、スレッドが一定期間で削除され保存されないことである（ただし他でもログが削除されない）。板全体で6,000レス、10,000レスといった保存数が決められており、書き込み数がそれを超えると自動的に古いスレッドから順に削除される。このためまとめサイトやまとめブログが成立しづらく、板を取り巻く周辺のネット文化が形成されづらいことから、実際にその場に居る住人たちのインタラクティブ的な盛り上がりが重視される雰囲気の要因となっている。またこのことは、場に直接関わる住人以外を拒む独特の閉鎖的な空気を生む原因ともなっている。近年は主要な話題や盛り上がったネタに関しては「保管庫」と称したログや画像、文章のまとめが外部に作られることが多く流れを追いやすくはなっているものの、依然として住人でない者には極めて理解しづらい独自の文化が存在している。
"二次元"裏板であるが、貼られる画像は特にジャンルなどは決まっておらず、面白ければ、受けが取れれば良しとされている。主利用者層の興味の指向性から、既存の媒体からのキャプチャ画像や雑誌のスキャン画像、キャラクターをコラージュした画像などが多く貼られる傾向にある。24時間流れが止まることはなく、祭りと称して同一ジャンルの画像や話題について大量に貼り付けたり、同じ時間に同じ画像を貼る、同じ話題を立てるなどのミニイベント（定時、定時貼り）が定番行事としてしばしば行われている。非常に投稿数が多いことから、先述のように画像を貼っても数十分から数時間で流れて消えてしまう。また、閲覧者がもっとも多い事やレス保存数の多さから雑談も上記の板で行われている現状にある。

### 住人
ふたば☆ちゃんねるは二次裏の他にも様々な板が存在するが、通常ふたば住人といえば主に二次裏住人のことを指す。開設当初の住人は、2ちゃんねる危機にあたっての避難所という成立過程もあり、利用層に準じた住人たちが存在していた。独自の文化を築いて以降、幾度かの分裂や統合を経ており、いわゆる学生（大学生）や社会人らを主体としていく。現在では中高生など若年ユーザが呼び寄せられ、その比率を増しているとされる。
様々な趣味の傾向を持つ人間に好まれている点では相変わらずではあるが、長く続くコミュニティの常として利用者の価値観や世代間の意識の違いによって軋轢が生じており、サーバが幾つにも分かれてきたこともあって、二次裏全体の総意や意識の統一は見られないものとなっている。統一しようとする議論が行われることは殆ど無く、逆に総意を形成しようとする動きには強い反発が起こる。

### 管理人

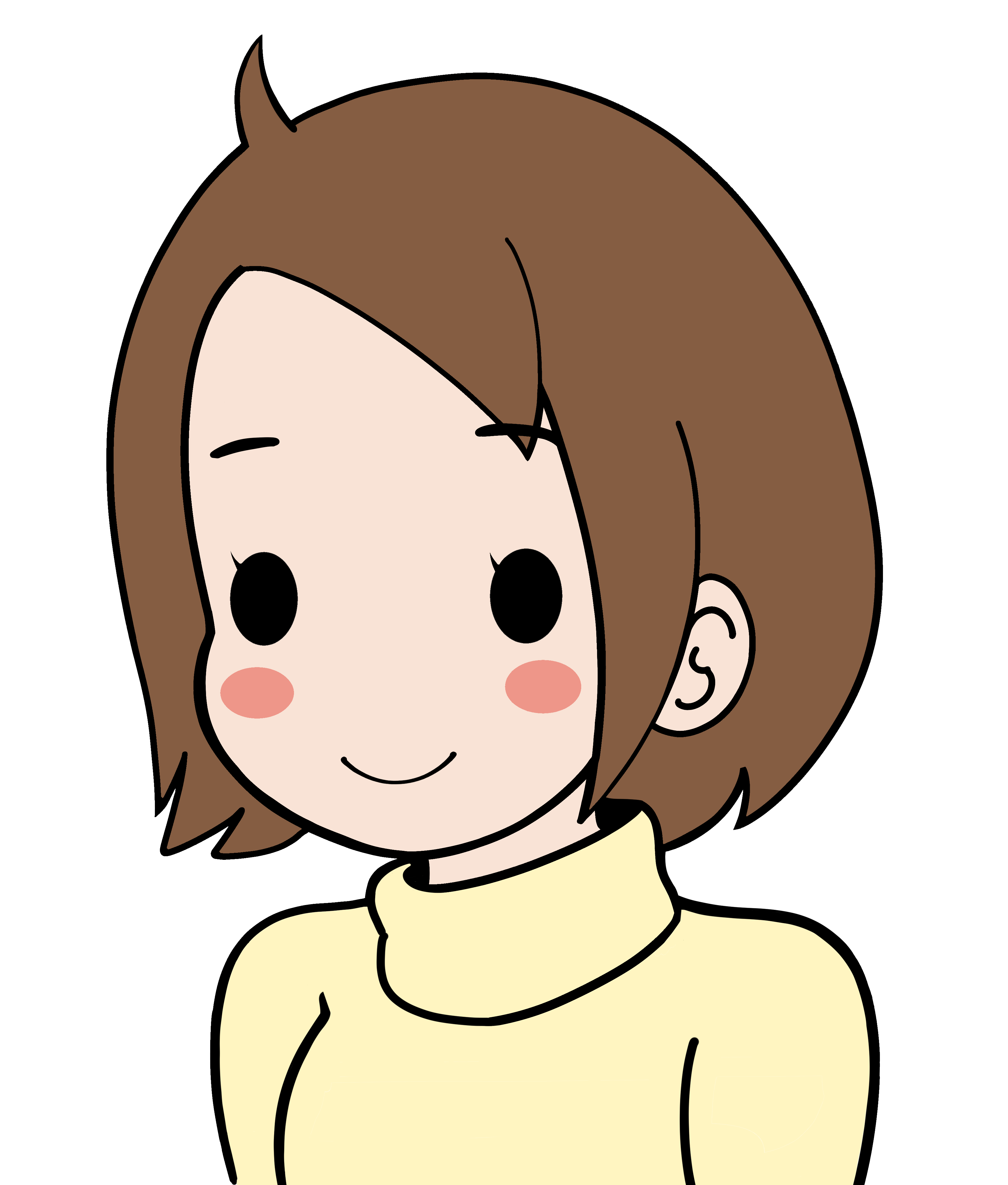
ふたば☆ちゃんねる管理人のイメージ。ふたばユーザーからは親しみを込めて「ｸﾝﾘﾆﾝｻﾝ」とも呼ばれている。

ふたば☆ちゃんねる管理人は、特定の通り名や固定ハンドル等を持たず、公式の場にふたば☆ちゃんねる管理人として現れたことがない。性別は不明。住人の書き込みに反応を見せることはほとんど無く、サイトの運用方針についてふたばユーザの意見を集めることもめったに無かった。かつての管理方針は正に気まぐれで住人を笑わせたり混乱させるものが多かった。ふたば内で管理人としての書き込みが行なわれるときは、「[管理人]」（文字は赤色）という管理者ネームが表示される。
公に通用する名前がない為、ふたば住人たちからはそのまま「管理人さん」「ｸﾝﾘﾆﾝｻﾝ」等と呼ばれていた。運営方針や主義主張と書き込み内容で住人との軋轢を起こすことが多い匿名板管理人としては珍しい、露出の少ない人物であった。顔見せがないことから、外部で言動が噂になることもほとんどなかった。この様なスタイルであったことから、美女である、美少女である、犬である、組織である、実はプログラムであり実在しないなど、様々なネタにされコラージュ画像やイラストが数多く作られた。また、かつては管理人の書き込みはレアもの扱いされ、書き込みがあるとそれだけで二次元裏各板にスレッドが立ち、ウォッチされるなどの騒ぎになっていた。なお、管理人の肖像としてスレッド内に貼られる実写画像やイメージキャラクターは、ネット黎明期に活動した、伝説的なネットアイドルの東京カステラがモデルである。
2007年後半から2008年頃にかけて、アフィリエイトの積極的な導入、del機能の追加、サーバ及び板の導入や廃止、プロバイダ規制、運営批判の削除など、往年とは異なる活発な動きを見せている。そのため、ふたば住人からは「管理人が変わった（交代した）」「管理方針が大きく変った」と思われているが、それに対し管理人は「管理人は最初から私で変わっていない」と発言している。依然として正体不明の存在ではありつつも、かつてのように管理人の呼称に「さん」をつけることも少なくなった。前述したウォッチングも見られなくなっている。

### 祭り
特定キャラの絵や、コラージュ、スクリプト（台本的な意味でのスクリプト）などが大勢の住人から多数投下されること。または、特定のレスを引用し、一定の趣旨に添ったスレッドを立てることを指す。例えば、「流れは○○か」というレスを引用し、「○○」から連想した画像がアップロードされて行く。すると、必然的にその話題のスレッドが多くなり、「○○祭り」となる。
二次裏では何のひねりもない自分語りや雑談が嫌われる傾向にあるが、ネタや偏愛や自虐を含めた雑談に導くことで、掲示板全体を巻き込む祭り現象を肯定しつつ雑談の話題を探している。連続投稿を肯定するだけでは荒らしに利用されてしまうので、敢えてキャラネタを含ませることで荒らしの連続投稿と区別する作用もある。

### としあき
「としあき」とは、かつて二次元裏掲示板の投稿者デフォルトネーム（既定の名前、名無し）であった名前である。
二次元裏掲示板の成立当初のデフォルトネームは「名無しさん」であったが、ある日「としあき」と名乗る人物が「回転ソムリエ 15回転」等の同人誌のアップロードを要求するなど、執拗な荒らしを繰り返し猛威を振るった折、匿名掲示板であることから他の二次裏住民も便乗して「としあき」名のハンドルを使用し、荒らしに便乗したり大本の「としあき」をからかったりするようになり、一時は手のつけようがないほどにまで「としあき」が増殖し、紛糾する事態が発生した。
その流れを受けたふたば☆ちゃんねる管理人の茶目っ気によって、二次元裏掲示板のデフォルトネームとして「としあき」が採用された。これにより、「二次元裏掲示板の住人＝としあき」という図式が成立した。またこの流れで、掲示板に投稿して新規のスレッドを立てた人物を"スレあき"、女性の投稿者を"女子あき"などと呼称する者が誰ともなく現れ、程なく全体に定着するようになった。
名を得たことによってアイデンティティに目覚めた「としあき」たちは、その名のもとに結束と帰属意識をより強固なものとする。これは活発な活動の原動力となった反面、仮面を得たことによる無責任な振る舞い等の望ましくない結果をも招くこととなり、功罪の両面においてその名をネット上に轟かせることになる。
やがて「としあき」発祥の場である"二次元裏掲示板"の「としあき」たちは虹裏の伸展とともに凶暴性を増し、同コミュニティ内の秩序を破壊し、その被害が他コミュニティまで及ぶ兆候を見せていた。それを抑えるためか、2004年7月15日、管理人の手により当時の投稿時のデフォルトタイトルである「無念」とともにデフォルト名「としあき」は削除された。このように「としあき」の時代の結束と一体感は荒らし同然の性格を持つ活動と裏表であったことから、当時を知る住人にとっては懐かしくも恥多き肯定否定ないまぜの時代として回想されている。
名前を失った二次裏住人たちは、代わりに無名・無音を示す"「」"（かぎかっこの組）を二次元裏掲示板の投稿者を示す呼称として使用し始めた。その後定着し10ヶ月近く「」が使用され続けたが、2005年5月27日にはmay鯖（サーバ）で「としあき」が復活した。これ以降に新設されたnov鯖、jun鯖に於いても、「としあき」がデフォルトネームとして採用された。dat鯖、img鯖では「」がそのまま使用され続けている。尚、初期の二次元裏掲示板から分離したとされる"えろげ板"、"やおい板"、"避難所"等の一部掲示板では、投稿者のデフォルトネームとして「としあき」の設定が残り、「」が使用されていた時期にも引き続き使用され続けた。
この他にも、ガールズラブ系の画像を扱う"ゆり板"のデフォルトネームで、全ての会話をお嬢様言葉で行っている「ゆりあき」や、2005年2月5日に突如として約一日間dat鯖のデフォルトネームとなった「しもんきん」などの派生形も存在する。

### del機能
2008年9月27日よりふたば☆ちゃんねるの各板に追加された、違反画像の報告や削除依頼を行なう機能。スレッド・レスの右上に「del」というテキストのハイパーリンクが作られ、そこをクリックすると「削除依頼のフォーム」ページが開かれる。削除依頼の理由はラジオボタンで選ぶ形式であり、内容は猥褻画像・児童ポルノ画像・個人情報・中傷・脅迫・連投・嫌がらせ等。
フォームからの報告を元に、管理人または削除人が判断し、スレッド・レス・画像の削除を行なう他、アクセス禁止処置を行なう。より悪質と判断すると、報告されたスレッド・レスを投稿した人物のIPを公開することもある（赤い文字で表示されることから赤字と呼ばれる）。管理人からのコメントによると、del機能で依頼を行なった側の記録も取っているらしい。
また、2013年7月より特定のID無し板にて削除依頼が閾値を超えるとIDが強制表示される機能が追加された。

### スレ隔離
一部の板では、スレッドのdel数が一定数以上溜まると通常のカタログから見えなくなり「隔離」される。隔離されたスレを見るにはアドレスを直に入力するか、隔離される前にスレに書き込んだ住民が「履歴」タブで確認する事でしか表示されなくなるため、荒れた・荒らされたスレに人が集中してさらに炎上することを防げるようになる。有志によって調べられたところでは隔離の閾値は住人の1%未満と言われる。
かつては隔離板という特別な板にスレッドが移動され閲覧することができたが、現在は消滅している。そのため上記のように隔離スレのURLを知らなければ見ることはできない。

### 削除人
del機能と同時期に導入されたらしい、管理人に代わって画像・スレッド・レス等の削除を行なう人物。削除人によってレスが削除された場合、レスのメール欄と本文が「なー」という一語に変わる。
管理人によると7〜8人いるとのことだが、その後のアナウンスがないため、削除人の選定基準・削除基準・削除権限の詳細・そもそも本当に存在するのか、詳細不明のままである。

### 携帯ふたば
携帯ユーザー向けに作られた閲覧・投稿コーナー。紹介ページとメインメニュー以外は携帯からしか見ることができない。削除キーやdel機能、ID・IP閲覧は今のところ利用できない。一部の板には対応していない。専用の投稿フォームやメールから投稿することができるが、投稿フォームには名前・メールアドレス・本文の3つの欄しか無いため題名や削除キーが書き込めず、画像の添付もできない。メールを利用すれば画像を添付しての投稿や題名の書き込みが可能だが、名前やメールアドレスが書き込めない。尚、メールでレスする場合の宛先は板名とスレ番号@サーバー名.2chan.netになる（例: abc.2chan.net/xyz/res/777.htmならxyz0000000777@abc.2chan.net）。また、スレを立てるには板名0000000000@[サーバー名].2chan.net宛のメールとして投稿すれば良い。

## 主な掲示板

### 二次元裏
別項を参照のこと。

### お絵かき板
ふたば☆ちゃんねる内には複数のお絵かき掲示板が存在する。ふたばの代名詞ともいえる二次裏ともまた違った住人が存在しており、独特の文化が広がっている。もちろん重複する住人も多数存在し、ネタの交換や流出も盛んである。投稿者の多くに自分のテリトリーを定めている傾向がある。お絵sql以外の板では、同じ投稿者が連続で投稿する事が疎まれる傾向にあり、1日に1枚の制限が大雑把な現在の慣習となっている。そのため、投稿者によっては複数の板をまたいで投稿するという行為も見られる。

#### お絵かき
板名や並び順からすれば本流はこのお絵かき板の筈なのだが、ゴミ絵（この場合本来の意味での落書きで、便所の落書きレベルの絵）の投稿が多くて敬遠され、傍流に成り下がっている。ただ、その一方で上手な絵を投稿する人も居住していて、奇妙な雰囲気を醸し出している場所である。端的に言えば「玉石混淆」。お絵かき系板の中で最も流れが遅く、特別な事が無ければ一週間以上絵が保存されている。

#### お絵sql
スレッド管理にMySQLを用いているスクリプトのテスト板。コテハン率が他の絵板より高い。流れが速く、他の絵板の中で一番活発である。標語は「カケバイイ、カクノタノシイ」。投稿作品の質や面白さよりも、とりあえず絵を描くことが重要視される。絵の連投(連続投稿)が可能であり、しばしば同一人物による連投祭りが発生する。
「SQL鉄の掟」が存在するが、別に絶対のものではない。
- 基本的に殺伐、たまに馴れ合い。喧嘩のあとは笑って手を取り合おう。
- 基本的にコテハン。他板のどんな荒らしも受け入れる。性器は描かない。

#### 落書き
ふたば☆ちゃんねるのお絵かきBBSで最大規模の投稿者とレス専を誇る板。その名前に反して投稿作品の質は高い。ただ、その集客力の分だけ利用者レベルも低下していて、「保管庫どこ」などというレスがほとんどのスレに付けられ、煙たがられている。このため投稿者がメール欄に自サイト（保管庫）のアドレスを貼り付けている場合が多い。もっとも、そうやって書いていても「保管庫どこ」のレスは付く場合が多い。複数の投稿者が同じテーマで絵を描きあういわゆる「祭り」の発生率が高く、普段の流れもお絵sqlに次いで速い。

#### 落書き裏
落書きの裏ということで連想されるアダルト的なイメージ通り、18歳未満お断りな絵の投稿が多い板である。流れは比較的ゆったりしていて、落ち着いている。そのためか落書き板よりはシリーズや連載が多い傾向がある。しかし、偶に「祭り」が発生して投稿が急増する事があり、一気にログが流れることもある。自主規制な部分を外した「しおから版」がセットで投稿される事が多い。
2008年5月未明、管理人により荒らし絵の一斉除去と一部のIPが規制される。巻き添えを貰った絵師もいるようだが、概ね平安を取り戻している模様。噂の域を出ないが、「ふたば学園祭」にて関係者に一部の絵師が嘆願した事によるものとされている。

### 軍
主として軍事関係の画像が投稿されるが、軍事関係のみにとどまらず軍事に関係するレーションから警察・消防・海上保安庁(沿岸警備隊)・防災など幅広い分野を網羅する掲示板である。昔は政治や世界情勢等も扱っていた。利用者には鉄道板や外部の101ふりーうぇいと両用する者も多く、特に鉄道板とは友好関係にあるため、荒らしに対して共同対処する事もある。他板と雰囲気の大きく違う特徴としては、画像にボケのコメントを載せて投稿し、これを見た利用者がツッコミのレスを入れるという漫才の一定のセンスが求められる点にある。従軍していた家族のアルバムなどから資料的価値の高い旧軍の写真が転載されることがある。

### 軍裏
2008年11月28日に新たに設置。軍板と異なりIP表示はない。IP表示、del機能追加後の軍板に板違いや二次元ネタが殆ど貼られなくなったのに対して、軍裏はそれらに対して比較的寛大な傾向にある。
(現在はIPが表示されるように変更された。)

### 政治
政治関係の話題を扱う板。運営方針によりふたば全体で「政治は政治板で扱う」と規定されており、政治話題はここへ移動することになっている。

### 虫
虫だけでなく「昆虫、節足動物、魚類、両生類、爬虫類、軟体動物、水生生物、微生物、その他ふしぎ生物」を扱う板。飼育や駆除の話題も活発である。扱うものが実在の生物であることから、住人たちによる写真のアップロードが多い。専門的な知識を持つ住人が多く、名前や種類のわからない虫の写真を貼るとすぐに特定される。

### スピグラ
アニメ「スピードグラファー」のプロモーション板。初期は背景画像が存在した。タイトル通りスピードグラファーの宣伝及び作品に関する話題を扱う板であるが、関係ない話題を「○○はスピードグラファー」として無理やり語るなど、早々と二次裏と同じ空気に染まっていた。アニメ放送に伴い期間限定で設置されたと思われたが、アニメ放送終了後もなぜか残っている。現在はテレビ番組のキャプやグラビア画像が貼られる、かつてのテレビ板と似た雰囲気の板となっている。

## 現在では消滅した板

### 三次元
かつて存在した板。グラビアアイドルやヌード画像を貼る板であった。

### 少女
かつて存在した板で2004年頃に消滅。三次元の少女画像を貼る板であった。末期には貼った画像が5KBになり、アダルトサイトの投稿ばかりで過疎化していた。当時はネット上の取り締まりがゆるく、規制前の児童ポルノ画像がほぼ黙認状態で盛況していた。

### テレビ
かつて存在した板。元々は「三次ネタ」板だったのが分裂して生まれた掲示板。ふたば☆ちゃんねる内において、コミュニティが明確ではない掲示板のひとつである。テレビ番組のキャプチャや女性アイドルの画像が主であるが、貼られる画像や話題はほぼノージャンルであった。荒らしが横行しておりこれを嫌う利用者と楽しむ（楽しめる）利用者が存在した。また、頻繁にサーバーが落ちるのも特徴のひとつだった。わいせつ画像や著作権侵害画像が常時存在していることに、テレビ板の存在、ひいてはふたば☆ちゃんねる自体の存続を危惧する利用者も多かった。管理人の介入がほとんどないためそのまま放置され一種の独自文化となっていたが、2007年2月1日に板そのものが削除された。

### 二次元実況
2014年 5月7日消滅。番組毎にTV放送を見ながら書き込むスタイルだった為、サーバには高い負荷が発生する。機械的に大量のテレビ画面のキャプチャ画像を貼るもの、そしてそれを要求するものが要求を募らせてゆくうちに愛想を尽かされて削除された模様。

### 買い物
かつて存在した板。ゴスロリファッションの井戸端会議板。閉鎖後は各地の避難所へ。

## ふたば☆ちゃんねる を取り巻く状況と問題

### 2ちゃんねるとの関係
2ちゃんねるの避難所として設立されたため、最初期の板構成は2ちゃんねるに準じており、ユーザーはそれに準じる傾向があった。そのためスラングやアスキアートの書き込み、ネタの相互的なやりとりが頻繁に行われていた。
なお、ドメインを所持しているマリオネットコーポレーション社は2ちゃんねる及び画像ちゃんねるの広告代理店ではあるが、これは代理店が一致しているだけで何の繋がりも無い。→広告枠のご案内♪

### ネットランナー問題
ふたばについて語るとき必ず関わってくるのは雑誌『ネットランナー』の存在である。ネットランナーはふたばを効率的に利用するための手法や二次裏発のキャラクターを利用したコンテンツを掲載するのだが、その手法はかなり強引なものであり、ふたば発祥のネタをネットランナー発であるかのように宣伝したり、半ば著作権無視や、ふたばの管理運営に影響を与える事もあった。そのためふたばとその周辺では反ネットランナーの姿勢が基本であり、反ネットランナー的なバナーなどをしばしば目にすることができる。しかしながら、ネットランナーの行為にあまり影響を与えることは出来ていない。これは、実質的に著作権フリーに近い形で創作作品が生まれるためか作品の権利が追求し辛いことや、ふたば自体が著作権にルーズなところ等から来ていると考えられている。

### コラージュやキャラクター改変
画像本位のシステムを採っており、文字本位の掲示板よりも視覚的に情報をやり取りしやすいためか、既存のキャラクターにコラージュなどによる独自の解釈が加わる事が非常に多い。二次裏のキャラクターと元のキャラクターは造形が似通っている以外ほとんど別物に等しく、程度に差はあるが、二次創作とオリジナルの中間的な存在であると言える。
そこから派生したふたば独自の文化は、ふたばを利用しない人間にとってはもはや意味不明なものだが、利用しさえすれば自然に馴染んでしまう。また、二次裏以外にも複数のオリジナルキャラクタが生まれている。なお、このサイトの「落書き板」には、ドラえもんのパロディ「ドラえも」や、「蒸し暑いからぬぐー」、日本のホラー映画のキャラクターをモチーフとした「じゃぱホラ。」などの漫画も連載されている。

### マナー問題
2ちゃんねるやザ掲示板等の大規模掲示板と同様に、ふたば☆ちゃんねるの利用者数が増えるに従い、参加者のマナーも悪化していくようになった。内輪の住人の空気で完結する傾向のあるふたばにおいて荒らし行為はよく目立つことと、住人がその荒らしを嫌がって追いだそうと反応することでさらに荒れる悪循環が起こり、しばしば会話が成り立たないほど荒れるスレが出現する。
主な例として、画像掲示板にその板の主旨とは全く違う画像や投稿を繰り返す、見る者に嫌悪感を与える画像を貼り付け執拗にage（上げ行為）を繰り返す、住人含む特定個人に関する晒し・叩きなどの嫌がらせ、特殊なソフトを使って同じ画像を連続的に貼り付けサーバーに負担をかけて落としてしまう、性差別、内輪ネタへの執拗なアンチスレ、識別できないことを逆手に取り自作自演で対立構造を演出する等多岐に渡る。特にID表記のない一部の掲示板に多く見られる。中にはこれらの行いによって、すっかり形骸化してしまったコミュニティも見受けられる。
一時期よりは積極的になったとはいえ、メジャーな掲示板の中でも管理人の荒らし等への対処はかなり消極的で、良く言えば寛容、悪く言えば無責任な掲示板である。サーバーによっては完全に放置されている。del機能の導入以降は、各板ごとの空気に従い自治が進んでいるものの、自治方針や管理人方針について考えの合わない住人同士で争いが起きアクセス禁止処置が成されるなどしている。このため「なぜ荒らしている者ではなく議論している自分たちを処分するのか」などと、管理人や管理方針を批判する意見も各所で上げられているが、前述の通り管理人が応えることはほとんどない。

### 海外への影響
従来、海外においてはこのような趣旨（特に二次裏）の画像掲示板というのは存在しておらず、日本の文化に興味を持つ外国人にインパクトを与えた。この為、4chan (yotsuba-channel) という類型の画像掲示板群が作られた。4chan管理者は双葉の非公認姉妹サイトと称している(ふたばからではない片側のみの姉妹サイト)。これは双葉で用いられている画像掲示板スクリプトを流用した物で、主として英語圏の人間を対象として作られたサイトである。
4chanの他にkrautchanというドイツ発の類型の画像掲示板群も存在する。国際交流板では東欧、北欧、ロシア圏の人間の交流が盛んで、専ら英語が交流の際には使用される。その他にも、ロシア圏のIIchan、台湾のkomicaなどが存在する。
ふたば☆ちゃんねる自身の海外アクセスへの対応は、閲覧は可能であるが書き込みはできないようになっている。ふたば経由で日本のオタク情報を仕入れる海外ユーザも存在している。

## ふたば☆ちゃんねるの設立と略歴

### 2001年
- 8月30日 ふたば☆ちゃんねる設立。当初は転送量の限界に直面していた2ちゃんねるの閉鎖騒動に関連し、その避難先として設立された。現在は避難先としては扱われていない。

### 2002年
- 3月 二次元画像板（二次表）の利用が活発化、キャプチャ画像や漫画・同人誌の連貼り等が横行したため、二次元裏掲示板(二次裏)を分離。
- 3月14日 画像掲示板に愉快犯的にグロテスクな画像を貼る荒らしが横行した為、グロ画像掲示板を設置。
- 3月16日 二次元画像と三次元画像の取り扱いをめぐる小競り合いが頻発したことから、二次元画像板と三次元画像板を分離。

### 2003年
- 1月 陛下、わはー等、初期の二次裏ネタが隆盛する。
- 4月12日 荒らしが名乗った「としあき」の名が、二次裏掲示板の投稿者のデフォルト名となる。
- 6月 雑誌『ネットランナー』が付録として、二次裏でやりとりされていた「パックリマンシール」のアイディアと企画を無断で借用したことが発覚。後のネットランナーとの確執の原点となる。
- 8月6日 Meたんが初めて貼られる。

### 2004年
- 4月18日 とらぶるういんどうずのflashムービー作品が公開され、その情報量と出来の良さから、ふたば☆ちゃんねる内外で話題となる。
- 4月21日 めどいさん誕生。
- 7月15日 掲示板の仕様変更に伴い、二次元裏掲示板から投稿者のデフォルト名「としあき」の名前が消える。

### 2005年
- 1月3日 二次裏掲示板がimgとdatに分離、トップページからのリンクはdatに張られる。
- 5月27日 新サーバ(may)が投入され、二次裏掲示板のトップページからのリンクはmayに張られる。
  - 新規投入されたmayサーバ上の二次裏掲示板において、投稿者のデフォルト名として「としあき」が復活する。
- 8月9日 前日8月8日の時点でWinnyユーザーをターゲットとしたトロイの木馬、キンタマウイルスに二次may板をターゲットとするものが現れ、高負荷が掛かったことから、二次裏may掲示板のURLを変更する。
- 11月10日 画像収集ツールによって、虹裏may掲示板に高負荷が掛かったことから、虹裏nov掲示板が新設される。mayは存続。同時に二次元実況裏掲示板も新設。新設直後は三次元実況板という名前だったが、一日足らずで変更された。

### 2006年
- 6月 二次裏junサーバが投入されるが、これまで通り新サーバの投入によって既存のサーバが撤去されることはなく、6月末現在でトップページからリンクされた二次裏掲示板は2つ、二次裏を自称する掲示板は計5つ (img、dat、may、nov、jun) が存在することとなる。
- 7月8日 二次裏がハッキングされ全員のホスト名が赤字で表示される。
- 12月6日 img板のサーバがimgからnovに移動。imgサーバは文字板にのみ運用されることになり、img板はアドレスと俗称としてのみ残ることになった。これによって二次裏を運営しているサーバは4つ (dat、may、nov、jun) 、二次裏を自称する掲示板は5つ (img、dat、may、nov、jun) となった。
- 12月11日 ばら板が閉鎖し、やおい板の接続が不可能となる。

### 2007年
- 2月1日 テレビ板が閉鎖。
- 4月11日頃 削除依頼、アクセス禁止依頼などの受付を行っていた準備テスト板、ラウンジ板などが消失。ただし、管理自体は為されている模様。
- 7月8日頃 文字板の大半が消失。活気や荒らしによる人数減少が影響と思われる。現在は半角、アニメなどが残っている。

### 2008年
- 9月27日 del機能が追加される。
- 10月頃 「政治@ふたば」「経済@ふたば」「韓国経済@ふたば」板が設置される。これらの話題は時事ニュースなどを含め、既存各板から移行することとなった。
- 10月15日 軍板にIP表示が導入される。
- 11月28日 軍板が一時閉鎖される（翌日復活）。同日、「軍裏@ふたば」が新たに設置される。
- 11月頃 ID・IP表示無しの「東方@ふたば」(mayサーバー)が開設。
- 12月10日「三次元実況@ふたば」が開設。新サーバ(dec)が投入され、二次元裏@ふたばdecが開設。decサーバは既存サーバより負荷に強いとされる(管理人のアナウンスより)。

### 2009年
- 日時不明 二次裏mayにて、「del蓄積による削除」が機能する。これは特定数の削除申請があった場合、スレッドの書き込み分の真下（またはレス本文の真上）に「このスレッド（レス）に対する削除申請があります」と赤字で表示されるようになる。実装されて以来は一定数の蓄積で削除されるようになった。しかし、実装当日こそ蓄積→削除が目立っていたものの近日では「どれくらいのdel申請が蓄積されているのか」が表示されなくなった。

- 12月15日 二次裏mayにて、民主党・政治・民族の話題を扱ったスレッドの一斉削除・アクセス禁止処理が行われる。これは常日頃より乱立している政治スレッドに対する行動であったとされる。不満を持った一部ユーザーは過激に反発し、更に過剰にスレッドを乱立させることとなる。「アニメ・ゲーム画像で偽装した政治スレッド」「『小沢』と書き込んで何秒で削除（アク禁）になるか」などのスレが乱立していった。但し、この時期すでに政治板は存在しているし、ふたば発足から現在に至るまで、言論の自由、表現の自由、中立性を保障すると宣言したことはない。後に二次裏各板へ「政治は政治板で」「政治はだめ. 」などの文が追加され、政治話題は政治板で扱うことが明確化された。

### 2010年
- 1月21日 二次裏mayに、「スレッドを立てた人間（通称・スレあき）」がそのスレッドのレスポンスを削除出来る権限をテスト機能として実装。この機能はパスワードを相手が設定していても一方的に削除出来る機能となっている。この機能が実装された詳しい理由は不明。これにより、自分の意見に反するレスポンスが削除出来るようになった為、一部のスレッドでは「このレスはスレを立てた人間により削除されました」という表記が目立つようになってしまった。
- 1月22日 二次裏mayにて「メール欄に特定文字を入れるとIDが表示される」機能をテストとして実装。スレあきがスレッドを立てる際に入力すれば、以降のレス全てにIDが表示されるようになった。一部の見解では「自作自演の防止」「荒らしの抑制ではないか？」と言われているがこれも詳しい理由は不明となっている。上記の機能共に言えることだが、「自分の気に入らないレスポンスを消し」「自作自演を隠す為にID表記をしない」と言うことが可能になってしまった為、賛成派と反対派に意見が分かれている。
- 2月5日 二次裏junで、IEを使用すれば誰でもスレやレスを消すことができるようになっている事を、何者がスレを立てて明らかにした。このシステムの問題は直ちに荒らしに利用され、datを除く二次元裏の各板と東方板にて、大量のスレやレスが削除される事態となる。特にjunと東方板での被害が深刻であった。
- 2月6日 二次裏mayで、突如としてカタログ（現存しているスレッドを表示する機能）の画像だけが消える騒ぎとなる。管理側でのバグを悪用した荒らし行為であり、ある特定の方法を踏むことでスレッドを立てた者でなくてもスレッドが消せるようになってしまっていた。同じような荒らしがnovでも発生した。
- 3月26日 二次裏mayで、「手書き」の機能テストが始まる。これは普段記入している書き込み欄を「手書き」出来るという機能であり、実装開始直後からmayのカタログは手書き画像のスレッドで溢れかえった。
- 4月8日 準備@ふたばにて、長らく論議の続いていた「政治スレ」の存在の是非を問う投票スレが立てられたが、管理側により削除される。同日del機能の内訳に「政治・宗教・民族」が加わる。また、準備板での削除申請自体が削除対象となる。
- 4月14日 二次裏novにて保存数が5,000から1,000に変更された。管理側からのアナウンスはなかったが、荒らし対策と見られている。住人の訴えの結果か、16日に3,000へと緩和された。
- 5月12日 メニューに新しい板として「感染症@ふたば」が設置される。同時期に口蹄疫が発生しており、内容的に政治板と被っているが、なぜあえて独立させたのかは不明。
- 5月26日 「政治実況@ふたば」が「三次実況@ふたば」に改名される。それまで実況板として扱われて二次元裏@ふたばdecから、多くのテレビ番組実況スレが移行した。
- 7月7日 二次元裏各板に「規約」へのリンクが登場する。規約内容はdel理由と同じもの。ふたば☆ちゃんねるにおいて規約が明文化されたのはこれが初めてである。後にリンクはトップページからのみに変更された。
- 7月31日 「二次元グロ裏@ふたば」が設置される。may、junなどから幾つかのスレが移行した。
- 8月18日 二次元裏@ふたばのnovサーバが廃止される。理由は公表されていない。novの定時スレはdecを中心に各二次裏へと分散した。
- 8月28日 感染症@ふたばが「アクアリウム@ふたば」に、悩み相談@ふたばが「雑談@ふたば」に改名され、新板とされた。レスNoはリセットされないまま継続された。
- 12月13日 各二次裏カタログに、書き込んだスレの履歴を表示する機能が導入される。

### 2011年
- 1月15日 住人の話し合いと提案を元に、二次元実況板の表板裏板が統合される。表板が存続し、裏板は廃止された。
- 3月15日 東日本大震災発生に伴い、「東日本大震災@ふたば」板が設置された。保存数は10,000件。
- 3月16日 福島第一原子力発電所事故発生に伴い、「原子力発電@ふたば」板が設置された。保存数は10,000件。
- 6月16日 二次元裏@ふたばのimgサーバに隔離機能が導入された。その後、停止や再導入を経て、最終的には見送られた。
- 8月26日 二次元裏@ふたば(img)のレス保存数が8,000件に増大された。
- 9月2日 住人からの自治要望により、自作絵裏@ふたばの書き込みは常時書き込み者のIPアドレスが表示されるようになった。
- 10月頃 東方@ふたばがID表示になる。

### 2012年
- 3月16日尖閣諸島問題発生に伴い、二次元裏mayにて政治スレが乱立。二次元裏全ての板の利用項目に｢政治はだめ｣という記述が追加された。

### 2013年
- 2月4日 住人の自治要望により、東方@ふたばのID表示がIP表示になり、スレッドを立てる人の任意でID・IP表示出来る「東方裏@ふたば」(decサーバー)が開設された。
- 6月4日 二次裏may住人の要望により、添付可能な画像容量の上限が500KBから8,000KBに引き上げられたが、サーバーへの負荷が大きかったためすぐさま2,000KBに変更された。その後数回の変更を経て、全板とも2,000KBに変更された。
- 6月26日 「ソーシャルゲーム@ふたば」(decサーバー)が開設された。保存数は6,000件。
- 6月29日〜7月7日 この頃、delやID表示に関する仕様が数回変更された。最終的に、一定量delされるとIDが表示される機能が追加され、また二次元裏の削除依頼フォームの理由から「板違い」が消去された。

### 2014年
- 4月17日 韓国のフェリー沈没事故に伴い、「韓国フェリー沈没事故」。板設立の理由は公表されていない。
- 4月18日「二次元裏転載不可」「二次元裏転載可」の設立。アフィリエイトブログへの無許可転載問題への対処とされる。
- 4月29日 二次元実況板で画像連続投稿規制、保存数が40,000から20,000に変更、強制IPHONE表示、del機能停止、デフォルトネームをとしあきから名無しに変更といった措置がとられる。
- 5月7日 二次元実況板が閉鎖される。トップページからのリンクは外されたが5月7日現在、URLは有効となっている。
- 7月10日 艦これ板ができる。板の保存数は10,000件。

### 2015年
- 12月6日 刀剣乱舞板、占い板ができる。
- 12月21日 ファッション板、旅行板、子育て板ができる。
- 12月29日 webm板ができる。

### 2016年
- 2月23日 モアイ板ができる。
- 7月15日 新板提案板ができる。
- 8月27日～9月3日 この間断続的にDDoS攻撃を受けて、全板が閲覧不可状態になる。
- 8月30日 避難所板ができる。上記の攻撃に対応するための設立だったが、効果は発揮できず他板同様に攻撃を受け閲覧不可となっていた。
- 10月5日 これまでwebm板のみで可能だったWebMの添付が二次元裏等一部の板でも可能になる。
- 10月25日 二次元裏等一部の板でダイス機能が実装された。
- 11月12日 HTTPSに対応。

### ふたば☆ちゃんねるの主要な板
- 二次元裏(may)
- 二次元裏(img)
- 二次元裏(jun)
- 二次元裏(dec)
- 二次元裏(dat)

### ふたば☆ちゃんねるから派生した掲示板
- 4chan  - アメリカ。創設者がふたばに影響されて開設し、世界でも著名な掲示板となる。後に2ちゃんねる創設者のひろゆきが取得。
- Komika  - 台湾。Komica発の話題にはKUSO文化に繋がるものも多い。
- Krautchan(閉鎖)  - ドイツ
- Ylilauta - フィンランド
- 鳩ろだ。
- 鴨ろだ。(閉鎖)
- なまけい
- ツクダに。(閉鎖)

### 4chanから派生した主な掲示板
- 2ch（Dvach） - ロシア最大の画像掲示板
- 7chan - アノニマスの起源のひとつとなった掲示板
- 8chan（現・8kun） - 4chanの代替として2013年10月に開設。後に5ちゃんねる管理人のジム・ワトキンスが取得。2019年8月、Cloudflareにブロックされた。
- 55chan - ブラジル最大の掲示板
- 420chan（英語版） - ドラッグ掲示板。アノニマス創設者のオーブリー・コトルが開設。
- 711chan - アノニマスの起源のひとつとなった掲示板
- EndChan - 2015年開設の掲示板。8chanの閉鎖時、一部の難民がEndchanに移行した。
- Krautchan（現・Kohlchan） - ドイツ語圏の掲示板
- Hispachan - スペイン語圏の掲示板
- PTchan - ポルトガル語圏の掲示板
- Diochan - イタリアの掲示板
- Karachan - ポーランドの掲示板
- Ylilauta - フィンランドの掲示板
- Fchan - 世界最大規模のケモノ画像板。4chanでケモノ系ジャンル（ファーリー）が禁止された際、多くのケモナー難民が移行した。
- U-18Chan - アンダーグラウンドなケモノ系掲示板。Fchanで禁止されているケモロリ・ケモショタも取り扱う。
- Wizardchan - メンヘラ童貞板。元管理人は8chan開設者のフレドリック・ブレンナン。
- Daily Stormer - 4chanにインスパイアされたオルタナ右翼系のネオナチサイト。2017年8月、Cloudflareにブロックされた。
- Kiwi Farms - 嫌がらせ特化型の掲示板。創設者は8chan元管理人のジョシュア・ムーン。2022年9月、Cloudflareにブロックされた。